# Antikernwapendemonstratie van 21 november 1981
De vredesdemonstratie van 21 november 1981 was een demonstratie tegen de plaatsing van NAVO-kruisraketten met een atoomtaak in Nederland. De betoging werd georganiseerd door het Interkerkelijk Vredesberaad, en viel binnen het kader van een bredere antikernwapenbeweging die in de jaren 80 van de twintigste eeuw in meerdere West-Europese landen bestond.
De demonstratie bestond uit een mars door de binnenstad van Amsterdam met aansluitend een manifestatie met sprekers op het Museumplein. De demonstratie trok uiteindelijk meer dan 400.000 deelnemers. Het logo van de demonstratie, een afbeelding van politiek tekenaar Opland van een vrouwtje dat een atoomraket wegschopt, werd symbool voor alle opvolgende demonstraties en een volkspetitionnement die op de demonstratie volgden.

## Gevolgen
De Nederlandse regering uit die dagen, het kabinet-Van Agt I, was niet zoveel aan de demonstratie gelegen. De opstelling van de Partij van de Arbeid wijzigde zich een beetje, maar ook deze partij heeft na de demonstratie de plaatsing van kruisraketten niet volledig afgewezen. Het was de dooi in de betrekkingen tussen de NAVO en het Warschaupact, gematerialiseerd in het INF-verdrag uit 1987, dat er uiteindelijk in geresulteerd heeft dat er in Nederland geen nucleaire kruiswapens geplaatst zijn.

## Culturele referenties
De demonstratie is het decor voor de cruciale slotepisode van het boek De aanslag van Harry Mulisch. Voorafgaand aan de demonstratie is op het Museumplein het beeld de Vredesraket van de (toen) Joegoslavische kunstenaar Slavomir Miletić geplaatst.